# 墨西哥 (遊戲)
墨西哥(Mexica)，是Wolfgang Kramer、Michael Kiesling在2002年推出的德式桌上遊戲，是採用行動點機制的面具三部曲的最後一部作品，也是其中唯一沒有運氣性的作品。